# Horvai Rezső
Horvai Rezső (Szeged, 1920. október 13. – Szeged, 1967. április 25.) magyar vegyész, a kémiai tudományok kandidátusa (posztumusz, 1967).

## Életpályája
Középiskoláját Szegeden végezte el. 1938–1943 között a Szegedi Tudományegyetemen tanult. 1944–1945 között az Egyesült Izzólámpa és Villamossági Rt. újpesti laboratóriumának kutatófizikusa volt. 1945-ben doktorált. 1945–1948 között Szegeden állás nélküli diplomásként alkalmi szellemi munkákból élt meg. 1948–1949 között a Szegedi Tudományegyetem Általános Orvostudományi Kar Bőrgyógyászati Klinika laboratóriumi gyakornoka volt. 1949–1954 között a Szegedi Tudományegyetem illetve a József Attila Tudományegyetem Természettudományi Karának Kísérleti Fizikai Intézetének tanársegéde, 1954–1967 között egyetemi adjunktusa volt. Az Eötvös Loránd Fizikai Társulat elnökségi és választmányi tagja, 1951-től a szegedi csoportjának titkára volt. 1960–1963 között az MTA-TMB önálló aspiránsa volt.
Analitikai kémiával, elsősorban molekuláris lumineszcenciával foglalkozott. Alapvetően új eredményeket ért el a lumineszkáló anyagok hatásfokának vizsgálata terén. Kutatási területe a molekuláris lumineszcencia témaköre volt, kandidátusi értekezését a lumineszkáló anyagok hatásfokának a gerjesztő fény hullámhosszától való függéséről írta. Ebben témában több értekezése is megjelent.

## Családja
Szülei: Horvai Rezső moziüzem-vezető és Mélykuti Matild voltak. Felesége 1949-től Sellei Rózsa, a Magyar Nemzeti Bank (MNB) Csongrád Megyei Igazgatósága előadója volt. Két gyermekük született: Marianna (1951-) és György (1956-).

## Művei
- A neutrális sóhatás a propionsavanhydrid hydrolizisénél (Egyetemi doktori értekezés, Szeged, 1944)
- Adatok az akrodynia és higany kérdéséhez (Ivády Gyulával, Tímár Alizzal, Gyermekgyógyászat, 1951)
- Adatok a csersav gyomorbélcsatornából való felszívódásának kérdéséhez (Koltay Miklóssal, Korpássy Bélával, Kísérletes Orvostudomány, 1951)
- Érintkezési feszültségek időbeli változásának mérése (Salkovits Endrével, Mérés és Automatika, 1953)
- Kísérleti fizika (Egyetemi jegyzet, Szalay Lászlóval, Dombi Józseffel, Budapest, 1955)
- Über die Konzentrationsabhängigkeit der spektralen Wirkung der Sekundärfluoreszenz (Dombi Józseffel, Acta Physica et Chemica Szegediensis, 1956)
- Beiträge zur Frage der spektralen Wirkung der Sekundärfluoreszenz (Budó Ágostonnal, Dombi Józseffel, Acta Physica et Chemica Szegediensis, 1957)
- Eine einfache experimentelle Methode zur Bestimmung der Intensität der Sekundärfluoreszenz (Dombi Józseffel, Hevesi Jánossal, Acta Physica et Chemica Szegediensis, 1959)
- The connection of the absorption and fluorescence spectra of solutions (Acta Physica Academiae Scientiarum Hungaricae, 1960)
- Fluoreszenzemissiora, Absorption (Annalen der Physik, 1961)
- Bestimmung der Fluoreszenzausbeute und des Fluoreszenzspektrums mittels Erregungslichtquellen mit kontinuerlichem Spektrum. – Experimentelle Prüfung des Wawilowschen Gesetzes im Falle fluoreszierender Lösungen (Acta Physica et Chemica Szegediensis, 1961)
- Fluorescence, absorption and temperature radiation of solutions (Dombi Józseffel, Ketskeméty Istvánnal, Acta Physica Academiae Scientiarum Hungaricae, 1962)
- Zur Frage der Fluoreszenzausbeute von Lösungen (Kozma Lászlóval, Hevesi Jánossal, Acta Physica et Chemica Szegediensis, 1964)
- Vizsgálatok a lumineszkáló oldatok hatásfokával kapcsolatban, különös tekintettel a hatásfoknak a gerjesztő fény hullámhosszától való függésére (Kandidátusi értekezés, Szeged, 1966)

## Díjai
- Szocialista Kultúráért (1962)
- Munka Érdemrend (bronz, 1966)